# Huť Jakub v Tasicích
Sklářská huť Jakub se nachází asi 10 km od města Ledeč nad Sázavou na pomezí Kraje Vysočina a Středočeského kraje v osadě Tasice, která je místní částí obce Bělá. Sklárna byla uvedena do provozu roku 1796.
Sklárna je registrovanou národní kulturní památkou a jde o jednu z nejstarších dochovaných skláren v České republice a zároveň střední Evropě. Areál sklárny představuje vzácný konglomerát budov stavěných od konce 18. století do konce 20. století pro potřeby provozu a v důsledku vývoje technologií a zpracování skla, který je příkladem kontinuálního vývoje industriální architektury. Ve sklárně se v současné době nevyrábí a je provozována jako sklářský skanzen. Jedná se o architektonicky nejhodnotnější a nejstarší českou a současně evropskou sklárnu, kde je zároveň dodržena tzv. teorie posledního dne, tzn. že veškeré podstatné výrobní zařízení a nářadí je ve všech objektech stále přítomno na stejných místech, na jakých bylo v době ukončení výroby. Sklárna je tedy významným dokladem sklářského řemesla, které má nejen na Havlíčkobrodsku a v Posázaví slavnou tradici a v době svého rozkvětu dosahovalo světové úrovně. Huť Jakub Tasice byla v roce 2014 pro tyto hodnoty prohlášena národní kulturní památkou České republiky.

## Stručná historie sklárny

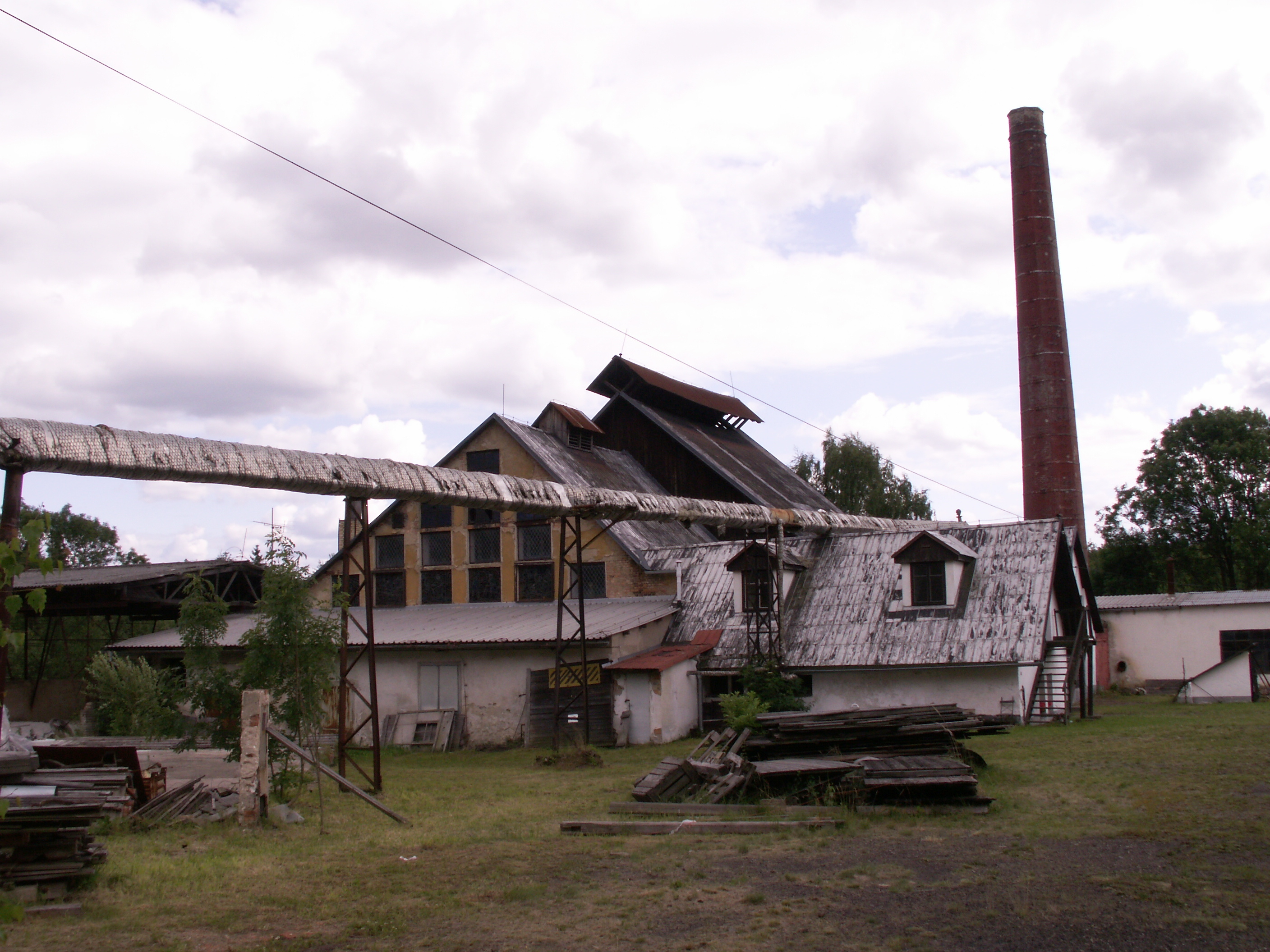
Hutní hala z 20. let 19. století

Dne 3. ledna 1789 povolilo České zemské gubernium Ledečskému panství stavbu dvou skláren a 31. května 1796 Ledečské panství uzavřelo nájemní smlouvu s platností na 25 let s huťmistrem Ferdinandem Čapkem, která následně vybudoval na vlastní náklady sklárnu a začal ji v červenci 1796 provozovat. Dne 1. srpna 1821 se novým nájemcem sklárny stal skelmistr Josef Hofman, sklárnu vedl jeho bratr Antonín, sklárna se soustředila na výrobu bílého křišťálového dutého skla, výroba skleněných lustrů, dodnes dochovaný křišťálový lustr v kostele Zvěstování Panny Marie v nedaleké Bohdanči. Mezi lety 1821 - 1825 provedl skelmistr Hofman přestavbu huti do dnešní podoby a ke konci roku 1844 si sklárnu pronajala firma obchodníků s potaší Lazar Pick a synové, vedení sklárny se ujal skelmistr Ignác Rückl z jedné z rodových větví slavného sklářského rodu Rücklů.

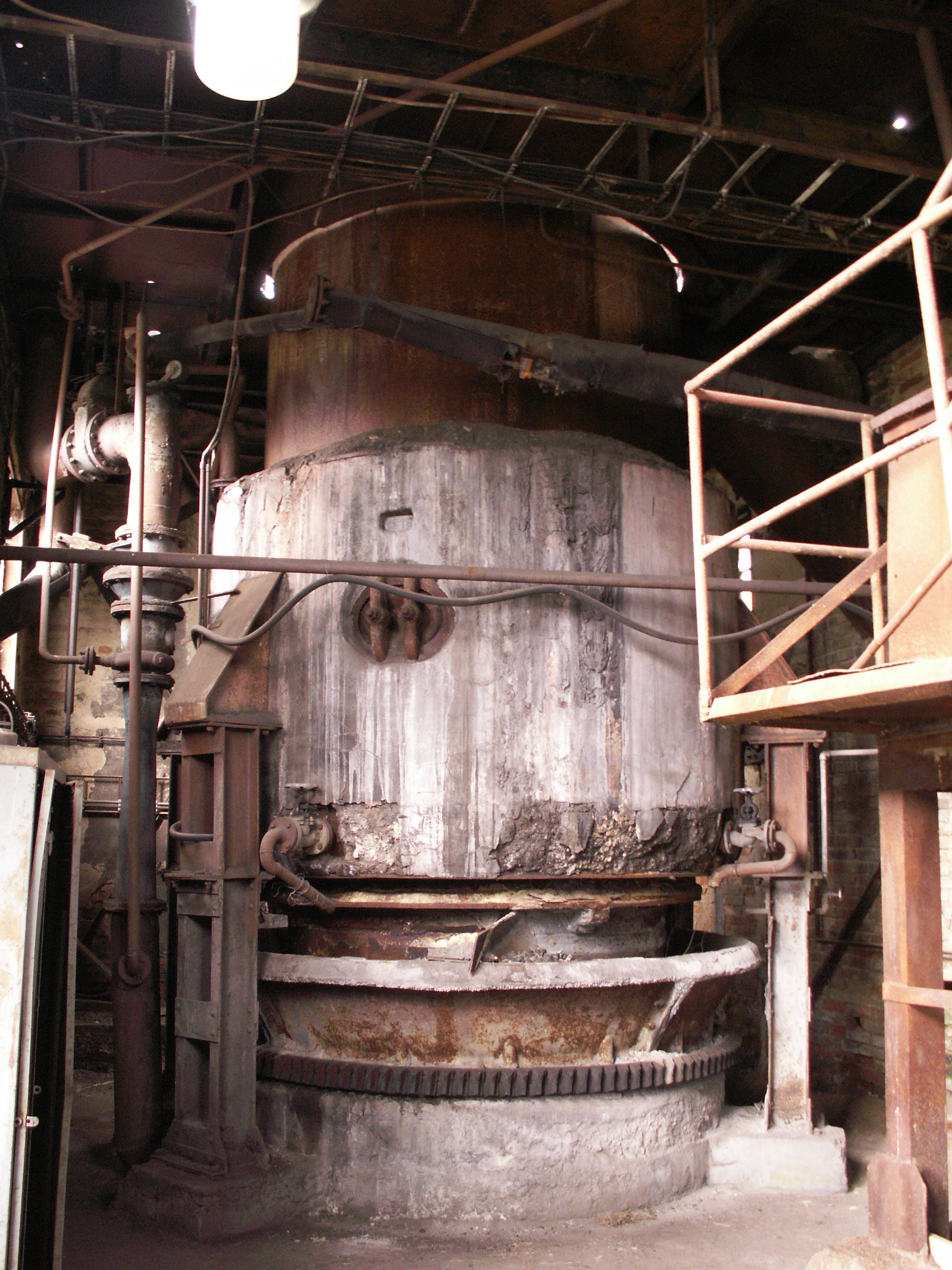
Generátor na výrobu generátorového plynu

V roce 1860 se Ignác Rückl stal samostatným majitelem sklárny, huť přebral v opotřebovaném stavu, později přebral vedení sklárny jeho syn Josef, dalšími majiteli byli Ignác Rückl, Antonie Rücklová a Václav Rückl. Začátkem 80. let 19. století bylo ve sklárně zavedeno broušení skla a postavena brusírna. V roce 1897 sklárna přešla z přímého topení dřevem na moderní způsob vytápění generátorovým plynem ze dřeva a těsně před 1. světovou válkou byla ve sklárně postavena nová pec.
Dne 8. srpna 1914 byl provoz ve sklárně zastaven a v roce 1918 po více než 70 letech skončilo působení rodu Rücklů v tasické sklárně. Mezi lety 1918 – 1927 byli nájemníky hutě společníci Milada Nesslová, Josef Zeman a Ferdinand Hořejší a také byla provedena oprava celé hutě. Mezi lety 1927 a 1928 byla huť uzavřena z důvodu stávky kvůli nízkým mzdám a problémům mezi nájemci, huť byla pronajata Čeňku Císařovi. Dne 1. července 1931 se majitelem huti stal Čeněk František Císař.
Mezi lety 1931 a 1945 sklárna přešla na výrobu generátorového plynu z uhlí, sklo se převážně exportovalo do Anglie, Německa a Ameriky, probíhala výroba olovnatého křišťálu na broušení a levnější sodnodraselné sklo. Čeněk Císař materiálně a finančně podporoval ilegální skupinu RU-DA, kterou vedl jeho bratr Rudolf Císař a v letech 1940 - 1945 probíhala ve sklárně výroba pro válečné účely nacistického Německa a v květnu 1945 byl Čeněk Císař nařčen ze spolupráce s Němci, všechen majetek včetně tasické sklárny mu byl zkonfiskován, v důsledku těchto poválečných událostí spáchal sebevraždu.
Dne 27. prosince 1945 byl podnik bratří Císařů včetně sklárny Tasice dodatečně znárodněn zestátněním a mezi lety 1945 a 1957 byla sklárna začleněna do národního podniku Bohemia a roku 1947 bylo ve sklárně vyrobeno deset velikých váz pro prezidentský palác v Mexiku, stejně tak byly vyráběny zakázky pro Sovětský svaz, probíhala výroba olovnatého křišťálu a dutého skla. Mezi lety 1957 a 1989 byla huť převedena pod Sklárny Kavalier národní podnik v Sázavě, probíhala tam výroba varného a laboratorního skla a ve sklárně byl pro její unikátní a zachovalou historickou podobu natáčen v letech 1984 – 1985 televizní seriál Synové a dcery Jakuba skláře.
V letech 1989 – 1991 byla huť privatizována a přešla do soukromých rukou a od roku 1990 byla prohlášena kulturní památkou chráněnou státem. Mezi lety 1991 a 1995 se novým vlastníkem stal výtvarník Petr Moidl, ve sklárně probíhala výroba vitrážového i barevného uměleckého skla a sklárna dostala název Huť Jakub po hlavním hrdinovi televizního seriálu Jakubu Cirklovi, v letech 1995 a 1996 byla sklárna uzavřena z důvodu nízkého odbytu kvůli nasycení trhu plastovými výrobky a levným sklem z Číny.
Mezi lety 1996 – 2002 vyhaslou a zavřenou sklárnu koupil Ing. Josef Dostál, který postavil novou pec a znovu zahájil výrobu, bylo vyráběno převážně užitkové, laboratorní a umělecké sklo. Dne 15. dubna 2002 byl provoz ve sklárně ukončen. V letech 2002 až 2004 byla sklárna nabízena v konkurzních novinách, mezitím jako památka chátrala. Mezi lety 2004 a 2010 sklárnu koupil podnikatel Luboš Pipa, památka byla v desolátním stavu. Po zimě 2006 přívaly sněhu poškodily téměř všechny budovy, jedna stavba se pod přívaly sněhu zřítila, v lednu 2007 orkán Kyrill a v březnu 2008 vichřice Emma poškodily většinu střech v areálu sklárny. Luboš Pipa za finanční pomoci Havarijního fondu Ministerstva kultury a Fondu Kraje Vysočiny vybudoval ve sklárně skanzen. Sklárna byla od srpna 2010 nabízena realitní kanceláří k prodeji. z důvodu velké investice do památky, která je státem chráněná a musí být zachována, je velice mizivý zájem kupců o sklářský skanzen, proto huť dále chátrá, nyní o sklárnu pečuje skupinka dobrovolníků, která se snaží ve sklárně zachovat sklářský skanzen a zachovat alespoň nízký příjem této památky. Dne 31. července 2012 Luboš Pipa prodal sklárnu fyzické osobě Františkovi Milichovskému, sklárna zůstala v provozu jako sklářský skanzen a 12. září 2012 byla k Národnímu památkovému ústavu Telč podána žádost o prohlášení sklárny za Národní kulturní památku. Dne 2. října. 2012 Národní památkový ústav Telč podal návrh na prohlášení sklárny Tasice Národní kulturní památkou, v červenci 2013 Ministerstvo kultury ČR potvrdilo, že sklárna Tasice by měla být prohlášena Národní kulturní památkou nejpozději na začátku roku 2014 a v červnu 2014 Vláda České republiky schválila nařízení, kterým byla Huť Jakub Tasice prohlášena Národní kulturní památkou České republiky

## Provoz sklářského skanzenu
Sklářský skanzen Huť Jakub Tasice je otevřen po celý rok každý den v týdnu (s výjimkou pondělí v období říjen - březen). Prohlídky sklárny jsou určeny jednotlivcům i organizovaným skupinám. Návštěvníci sklárny společně s průvodcem postupně procházejí objekty sklárny ve směru výrobního procesu sklářského výrobku (generátor – výroba generátorového plynu, hutní hala se sklářskou pecí, brusírna ad.). Výklad průvodce se věnuje především historii sklárny, architektuře objektů sklárny, přípravě sklářských surovin, předvedení technik a technologií pro ruční výrobu skla, informacím o natáčení seriálu Synové a dcery Jakuba skláře a dalším zajímavostem. V areálu sklárny se nachází prodejna skla s výrobky dříve vyráběnými v Tasicích a výrobky jiných českých skláren.
Momentálně je ve sklárně opět v provozu malá výroba skla, zatím v nepravidelných termínech a při větších akcích.